# Aleixo Clemente Messias Gomes
Aleixo Clemente Messias Gomes (Pangim, Goa, 11 de janeiro de 1873 — Pangim, 27 de junho de 1957), mais conhecido por Messias Gomes, foi um professor liceal, escritor e jornalista goês, autor de diversas obras sobre temas históricos e cofundador, com Menezes Bragança, do diário O Heraldo (aparecido a 22 de janeiro de 1900), o primeiro diário publicado na Índia Portuguesa.

## Obras
- O reino de Chandrapur: Uma investigação archeologica, Bastorá, Tipografia Rangel, 1896.